# Episodi di Un uomo in casa (terza stagione)
La terza stagione della serie televisiva Un uomo in casa (Man About the House) è andata in onda nel Regno Unito dal 9 ottobre al 20 novembre 1974 sulla ITV.
In Italia, la stagione è andata in onda su Rai 2 tra il 24 novembre e il 6 dicembre 1978 nel corso del programma-contenitore preserale Buonasera con... Renato Rascel. Nella prima trasmissione italiana, gli ultimi due episodi sono stati mescolati ad alcuni episodi della quarta stagione.
| nº | Titolo originale               | Titolo italiano          | Prima TV GB      | Prima TV Italia  |
| -- | ------------------------------ | ------------------------ | ---------------- | ---------------- |
| 1  | Cuckoo in the Nest             | Lettere d'amore          | 9 ottobre 1974   | 24 novembre 1978 |
| 2  | Come Into My Parlour           | Appuntamento in salotto  | 16 ottobre 1974  | 27 novembre 1978 |
| 3  | I Won't Dance, Don't Ask Me... | Non insistere, non ballo | 23 ottobre 1974  | 28 novembre 1978 |
| 4  | Of Mice and Women              | Una trappola per Robin   | 30 ottobre 1974  | 29 novembre 1978 |
| 5  | Somebody Out There Likes Me!   | Fiori e cioccolatini     | 30 novembre 1974 | 30 novembre 1978 |
| 6  | We Shall Not Be Moved          | Per una vecchia mamma    | 13 novembre 1974 | 6 dicembre 1978  |
| 7  | Three of a Kind                | Poker per procura        | 20 novembre 1974 | 5 dicembre 1978  |